# Wikariat apostolski Komorów
Wikariat Apostolski Komorów (łac.: Apostolicus Vicariatus Insularum Comorensium, fr. Vicariat apostolique de Comores) – katolicka jednostka podziału terytorialnego na Komorach.
Siedziba wikariusza apostolskiego znajduje się w kościele św. Teresy od Dzieciątka Jezus w Moroni. 
Podlega bezpośrednio pod Stolicę Apostolską. 
Swoim zasięgiem obejmuje państwo Komory i terytorium zależne Francji – Majottę.

## Historia
- 5 czerwca 1975 – utworzenie administratury apostolskiej Komorów
- 1 maja 2010 – utworzenie wikariatu apostolskiego Komorów

## Administratorzy apostolscy
- Léon-Adolphe Messmer OFMCap. (5 czerwca 1975 – 2  maja 1980)
- Jean Berchmans Eugène Jung OFMCap. (2 maja 1980 – 1983)
- Jan Szpilka SDS (1998 – 6 czerwca 2006)
- Jan Geerits SDS (6 czerwca 2006 – 1 maja 2010)

## Biskupi
- Charles Mahuza Yava SDS od 1 maja 2010

## Główne świątynie
- Kościół św. Teresy od Dzieciątka Jezus w Moroni